# Мухаммедов Анна
Анна Мухаммедов (Караджаєв) (1900, аул Телокі-Яб Закаспійської області, потім Полторацьк-2 Полторацького повіту Ашхабадської області, тепер Туркменістан — розстріляний 28 жовтня 1938) — туркменський радянський державний і партійний діяч, 2-й секретар ЦК КП (б) Туркменістану (1935—1937), 1-й секретар ЦК КП (б) Туркменістану (1937). Член Центральної контрольної комісії ВКП(б) (1930—1934).

## Біографія
Народився в родині селянина-бідняка. У 1914 році закінчив старометодну школу в аулі Асхабад.
У 1915—1918 роках — ремонтний робітник служби шляху Середньоазійської залізниці в Асхабаді.
У 1918 році служив у російській Білій армії: в охороні району міста Кушки.
У 1918—1922 роках — ремонтний робітник служби шляху Середньоазійської залізниці в Асхабаді. У 1921—1922 роках був слухачем учительських курсів.
У лютому 1922 — листопаді 1923 року — інспектор Туркменської обласної ради профспілок.
У грудні 1923 — лютому 1924 року — агент воєнізованої охорони залізниці в місті Полторацьку (Ашхабаді). У лютому 1924 — січні 1925 року — агент дорожньо-транспортного відділу Державного політичного управління (ДПУ) в місті Полторацьку (Ашхабаді).
У лютому 1925—1926 роках — голова ЦК правління Туркменської спілки радторгслужбовців, у 1926—1928 роках — завідувач організаційного відділу, заступник голови Туркменської республіканської ради профспілок.
Член РКП(б) з липня 1925 року.
У червні 1928—1929 роках — народний комісар юстиції Туркменської РСР.
У липні 1929 — листопаді 1931 року — голова Центральної контрольної комісії КП(б) Туркменістану, народний комісар робітничо-дехканської інспекції та заступник голови Ради Народних Комісарів Туркменської РСР.
1 вересня 1931 — 19 січня 1932 року — 3-й секретар ЦК КП (б) Туркменістану.
У лютому 1932 — вересні 1933 року — секретар Середньо-Азійського бюро ЦК ВКП(б) з транспорту в місті Ташкенті.
У жовтні 1933 — січні 1935 року — слухач курсів марксизму-ленінізму при ЦК ВКП(б) у Москві.
3 березня 1935 — травень 1937 року — 2-й секретар ЦК КП (б) Туркменістану.
У травні — жовтні 1937 року — 1-й секретар ЦК КП (б) Туркменістану.
9 липня 1937 року затверджений членом трійки НКВС по Туркменській РСР.
У жовтні 1937 року відкликаний у Москву. У листопаді 1937 року заарештований органами НКВС СРСР. 28 жовтня 1938 року засуджений до найвищої кари. Розстріляний того ж дня.
У вересні 1956 року посмертно реабілітований та відновлений у КПРС.